# 智泽民
智泽民（1915年7月—2005年5月10日），山西省定襄县人，中华人民共和国官员。

## 生平
1933年，智泽民参加中共领导的革命工作。1936年加入中国共产党。历任中共晋绥分局社会部秘书兼公安总局二科科长，四川省公安厅副厅长，中共西藏自治区党委委员、政法部部长、西藏自治区公安厅厅长。1958年，最高人民检察院西藏分院成立，智泽民出任该院首任检察长。后来，任中共四川省高级人民法院党委书记。1978年，智泽民任陕西省公安局局长。1981年，智泽民任中共四川省委政法委副书记，后来改任顾问，1986年离职休养。
2005年5月10日，智泽民在成都病逝，享年90岁。  